# Ra ra wat is dat?
Rara wat is dat? is het honderdzevenentwintigste stripverhaal uit de reeks van Suske en Wiske. 
Het verhaal werd oorspronkelijk in 1978 uitgegeven. Het is nooit uitgekomen als op zichzelf staand album in de reguliere Vierkleurenreeks. Het verscheen in 2024 in de spin-offreeks Suske en Wiske in het kort.

## Locaties
- huis van tante Sidonia

## Personages
- Suske, Wiske, Lambik, Jerom

## Het verhaal
Suske en Wiske doen een spelletje. Geblindoekt moeten ze raden wat voor voorwerp iets is. Wiske hoort een schrijfmachine en een lepetje in een kopje. Dan hoort ze hoe Lambik binnenkomt zonder zijn voeten te vegen en de deur achter zich dicht t4e doen. Lambik wil dan ook meespelen. Hij herkent een stofzuiger en de schakelaar van het licht. Hij raakt in paniek als het voor hem donker blijft als het licht weer wordt aangedaan, maar Wiske stelt hem gerust dat dit aan de blinddoek ligt. Dan hoort Lambik nog de waterkraan en Suske houdt hem daarna voor de gek. Jerom komt om Lambik te halen en hij haast zich om te gaan, maar vergeet zijn blinddoek af te doen en botst in de gang tegen vanalles op.